# Иваньково (Александровский район)
Иваньково — деревня в Александровском районе Владимирской области России, входит в состав Следневского сельского поселения.

## География
Деревня расположена в 12 км на запад от центра поселения деревни Следнево и в 18 км на запад от города Александрова.

## История
В XIX — начале XX века деревня входила в состав Рогачевской волости Александровского уезда, с 1926 года — в составе Александровской волости. В 1859 году в деревне числилось 22 двора, в 1905 году — 23 двора, в 1926 году — 30 дворов.
С 1929 года деревня входила в состав Арсаковского сельсовета Александровского района, с 1941 года — в составе Струнинского района, с 1965 года — в составе Александровского района, с 2005 года — в составе Следневского сельского поселения.

## Население
| 1859 | 1905 | 1926 | 2002 | 2010 | 2021 |
| ---- | ---- | ---- | ---- | ---- | ---- |
| 145  | ↘122 | ↗139 | ↘88  | ↗94  | ↘61  |